# Suomen Joutsen
Le Suomen Joutsen (« Cygne de Finlande » en finnois) est un bateau musée dans le port de Turku en Finlande.

## Histoire
Le Suomen Joutsen a été construit en 1902 à Saint-Nazaire aux Chantiers de Penhoët, sous le nom de Laënnec. Il a été commandé par la Société anonyme des armateurs nantais, il fait partie des voiliers à prime.
En 1921, après une carrière de cap-hornier, il est à l'abandon dans l'estuaire de la Loire, pour être démoli.
Racheté, il est remis en état et devient un navire-école de la marine marchande sous le nom d'Oldenburg.
Racheté en 1928, il retourne à son activité initiale de transport de salpêtre. En 1930, il est vendu au gouvernement de Finlande, à la suite d'une décision du parlement de ce pays, pour servir de navire école au sein de la marine nationale finlandaise. Avant la Seconde Guerre mondiale, il effectua huit longs voyages océaniques, permettant la formation de 656 marins. Il fut utilisé pour promouvoir la Finlande et l'industrie finlandaise au cours de ces voyages qui le conduisirent notamment plusieurs fois aux Caraïbes et en Amérique du Sud.
Pendant la Guerre d'Hiver et la Guerre de Continuation, il fut utilisé pour ravitailler les sous-marins de la marine finlandaise puis, juste après la guerre, servit de soutien aux dragueurs de mines.
À partir de 1956, il servit d'école pour la marine marchande, d'abord basé au port militaire d'Upinniemi à Kirkkonummi, [citation nécessaire] ensuite à Turku.

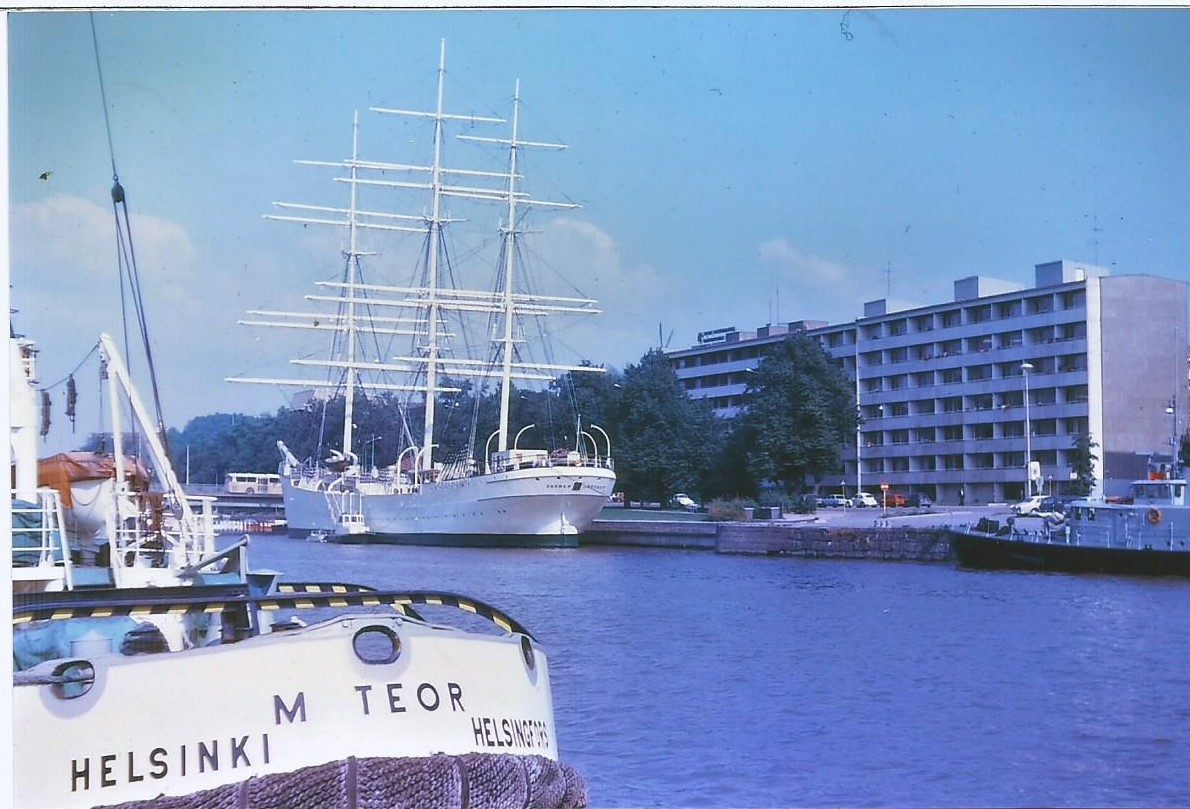
La poupe du Suomen Joutsen, à quai sur la rivière Aura, en juillet 1973, à Turku

En 1991, il est cédé à la ville de Turku par le ministère de l'éducation. C'est depuis lors un bateau-musée, amarré à l'embouchure de la rivière Aura, à l'entrée du port. Ouvert chaque été à la visite, il est parfois utilisé pour des réceptions officielles.
Les soins de conservation dont il fait l'objet visent seulement à le maintenir en l'état. Il semble cependant que sa structure soit en trop mauvais état pour qu'il redevienne un jour un voilier navigant.